# Amphisbetetus affinis
Amphisbetetus affinis är en tvåvingeart som beskrevs av Hermann 1906. Amphisbetetus affinis ingår i släktet Amphisbetetus och familjen rovflugor. Inga underarter finns listade i Catalogue of Life.